# Ducula basilica
La dúcula moluqueña o dúcula de Molucas (Ducula basilica) es un ave columbiforme de la familia Columbidae. Se trata de un endemismo de las Molucas septentrionales, Indonesia.
Su hábitat natural es el bosque subtropical o tropical húmedo.
La especie presenta dos subespecies:
- D. b. basilica (Bonaparte, 1854) - norte de las Molucas septentrionales
- D. b. obiensis (Ernst Hartert, 1898) - islas Obi - es más oscura con la nuca y los lados del cuello rojo dorado y las subcaudales de color canela. Algunos la consideran una especie.[5]